# Ryan Finley
Ryan Finley (Phoenix, 26 dicembre 1994) è un giocatore di football americano statunitense che milita nel ruolo di quarterback per i Cincinnati Bengals della National Football League (NFL).

## Carriera professionistica

### Cincinnati Bengals
Finley fu scelto nel corso del quarto giro (104º assoluto) del Draft NFL 2019 dai Cincinnati Bengals. Dopo che i Bengals persero tutte le prime otto partite, i Bengals lo nominarono titolare al posto del veterano Andy Dalton. La sua prima partita fu una netta sconfitta contro i Baltimore Ravens per 49-13 in cui passò 167 yard, un touchdown e subì un intercetto. Finley disputò complessivamente tre partite, tutte perdute, prima che Dalton tornasse ad essere nominato titolare.
Nella stagione 2020, dopo l'infortunio della prima scelta assoluta Joe Burrow e le cattive prestazioni della sua riserva Brandon Allen, Finley fu nominato titolare per la gara della settimana 15 vinta a sorpresa contro i Pittsburgh Steelers in cui passò 89 yard e un touchdown, corse 47 yard e segnò un touchdown su corsa da 23 yard.